# Seamus (píseň)
„Seamus“ je pátá skladba z šestého studiového alba anglické rockové skupiny Pink Floyd, vydaného v roce 1971. Skladba se také objevila ve filmu britsko-českého dramatika Toma Stopparda Rosencrantz & Guildenstern Are Dead. Skladbu napsali všichni tehdejší členové skupiny Pink Floyd, kytarista David Gilmour, baskytarista Roger Waters, klávesista Rick Wright a bubeník Nick Mason. Jedná se o nejkratší skladbu na albu Meddle. Skladba vyšla i na B-straně singlu One of These Days.

## Sestava
- David Gilmour - akustická kytara, harmonika, zpěv
- Roger Waters - baskytara
- Richard Wright - piáno
- Seamus (pes)